# Dąbrowa (gmina Sulmierzyce)
Dąbrowa – kolonia w Polsce położona w województwie łódzkim, w powiecie pajęczańskim, w gminie Sulmierzyce.
W latach 1975–1998 miejscowość należała administracyjnie do województwa piotrkowskiego.